# 玥璐不花
玥璐不花（?—?），元朝大臣，又作玥璐不华、玥璐普华、月鲁不花，元文宗时中书右丞。
致和元年（1328年），因为拥立元文宗，由侍御史升任御史中丞，兼太禧院使，转任中书右丞。天历二年（1329年），参与刺杀元明宗，改任御史大夫，兼领隆祥总管府事。至顺二年（1331年），建立侍正府，以本官兼侍正。不久，出任湖广行省平章政事。至顺三年（1332年），改任陕西行台御史大夫，后来转任河南行省平章政事，元顺帝至元二年（1336年），奉命到西番为僧。